# Katherine Winder
Katherine Winder Cochella (23 de abril de 1992) es una deportista peruana que compitió en bádminton. Ganó una medalla de bronce en los Juegos Panamericanos de 2015, en la prueba de dobles mixto.

## Palmarés internacional
| Juegos Panamericanos | Juegos Panamericanos | Juegos Panamericanos | Juegos Panamericanos |
| Año                  | Lugar                | Medalla              | Prueba               |
| -------------------- | -------------------- | -------------------- | -------------------- |
| 2015                 | Toronto (Canadá)     | Medalla de bronce    | Dobles mixto         |